# Gare de Lugarde - Marchastel
La gare de Lugarde - Marchastel est une gare ferroviaire, de la ligne de  Bort-les-Orgues à Neussargues, non exploitée (mais pas déclassée). Elle est située dans le terroir du Cézallier sur le territoire de la commune de Lugarde immédiatement au sud-ouest du village, dans le département du Cantal, en région française Auvergne-Rhône-Alpes.
Elle est mise en service en mai 1908, par la compagnie du chemin de fer de Paris à Orléans. Elle constitue un terminus du train touristique saisonnier Gentiane express.

## Situation ferroviaire
Établie à 1 013 mètres d'altitude, au nord-ouest du bourg, la gare de Lugarde - Marchastel est située à proximité du viaduc de Lugarde au point kilométrique (PK) 493,092 de la ligne de Bort-les-Orgues à Neussargues, entre les anciennes gares fermées de Condat - Saint-Amandin et de Saint-Saturnin - Saint-Bonnet. Initialement, elle avait été ainsi dénommée parce qu'elle desservait également la commune proche de Marchastel et ses hameaux.

## Histoire
La gare de Lugarde - Marchastel est mise en service le 11 mai 1908, par la compagnie du chemin de fer de Paris à Orléans, lorsqu'elle ouvre à l'exploitation le tronçon central de sa ligne de  Bort-les-Orgues à Neussargues.
Si la SNCF a fermé le service voyageurs en 1990 et le trafic marchandise en 1991 sur la ligne de Bort-les-Orgues à Neussargues, la gare a retrouvé une activité en 1997 avec l'exploitation touristique partielle de la ligne au départ du Gentiane express en direction de la gare de Riom-ès-Montagnes.

## Galerie

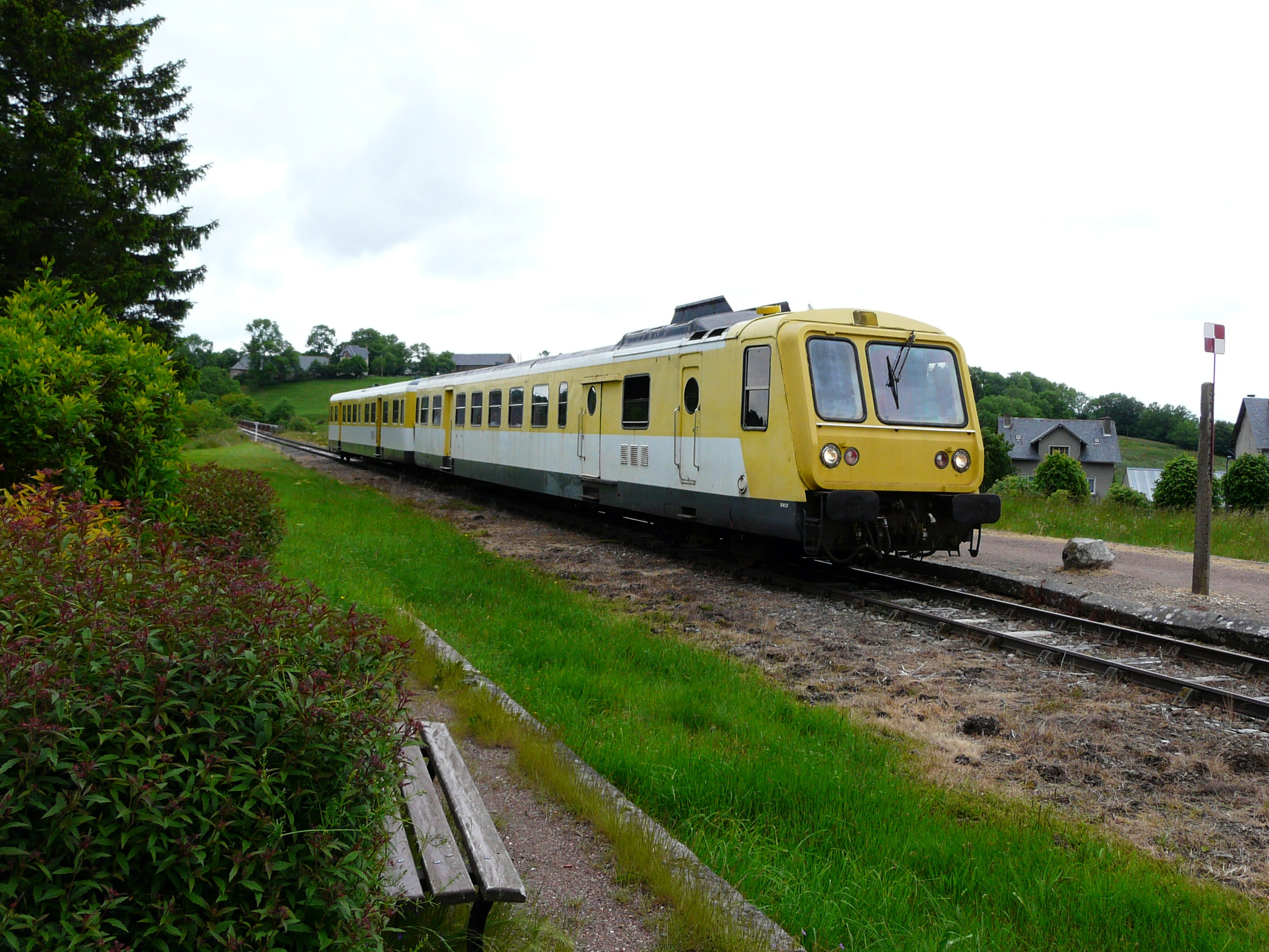
Le Gentiane express arrive en gare (juin 2016).
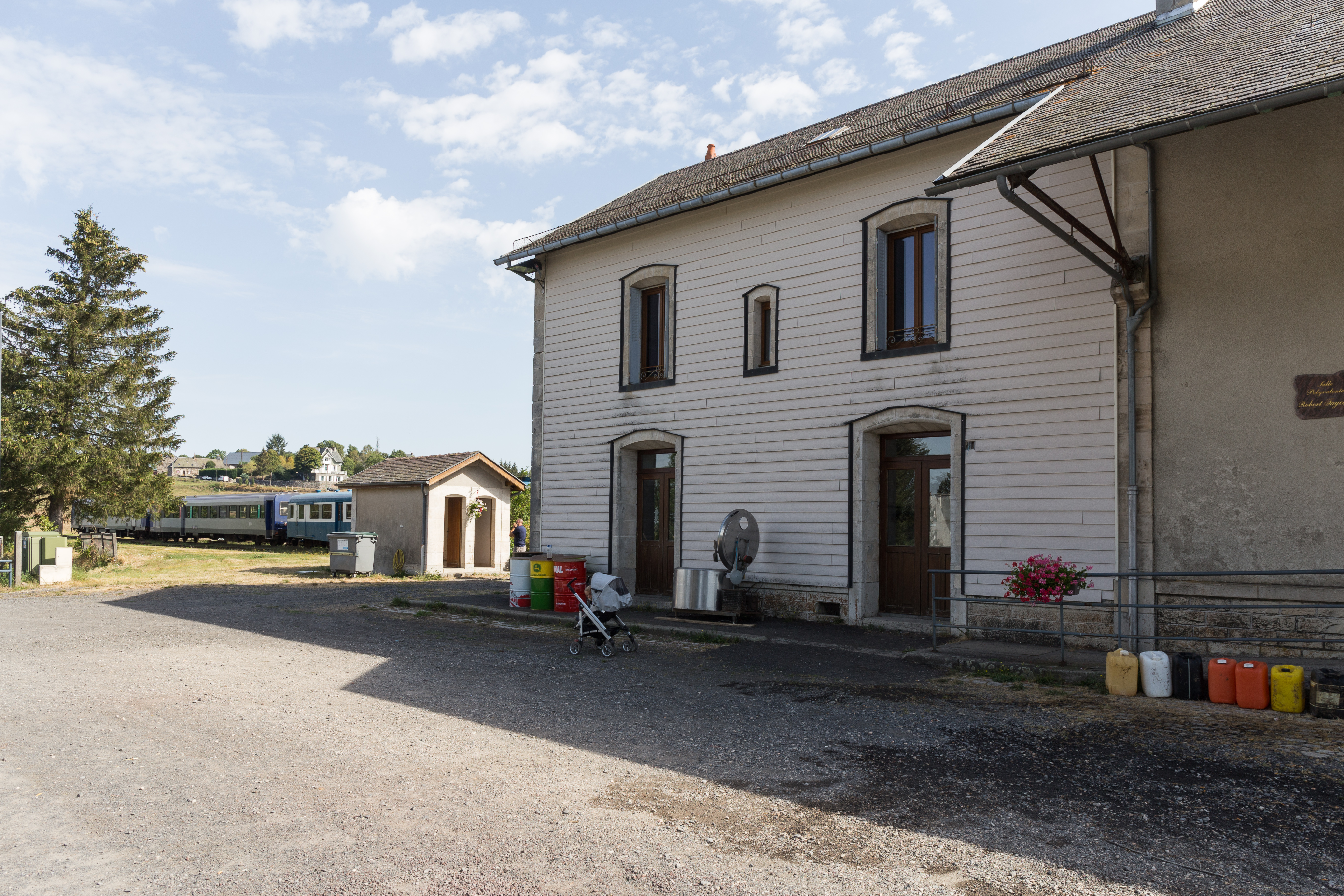
Le bâtiment côté cour et train sur la voie en août 2020.
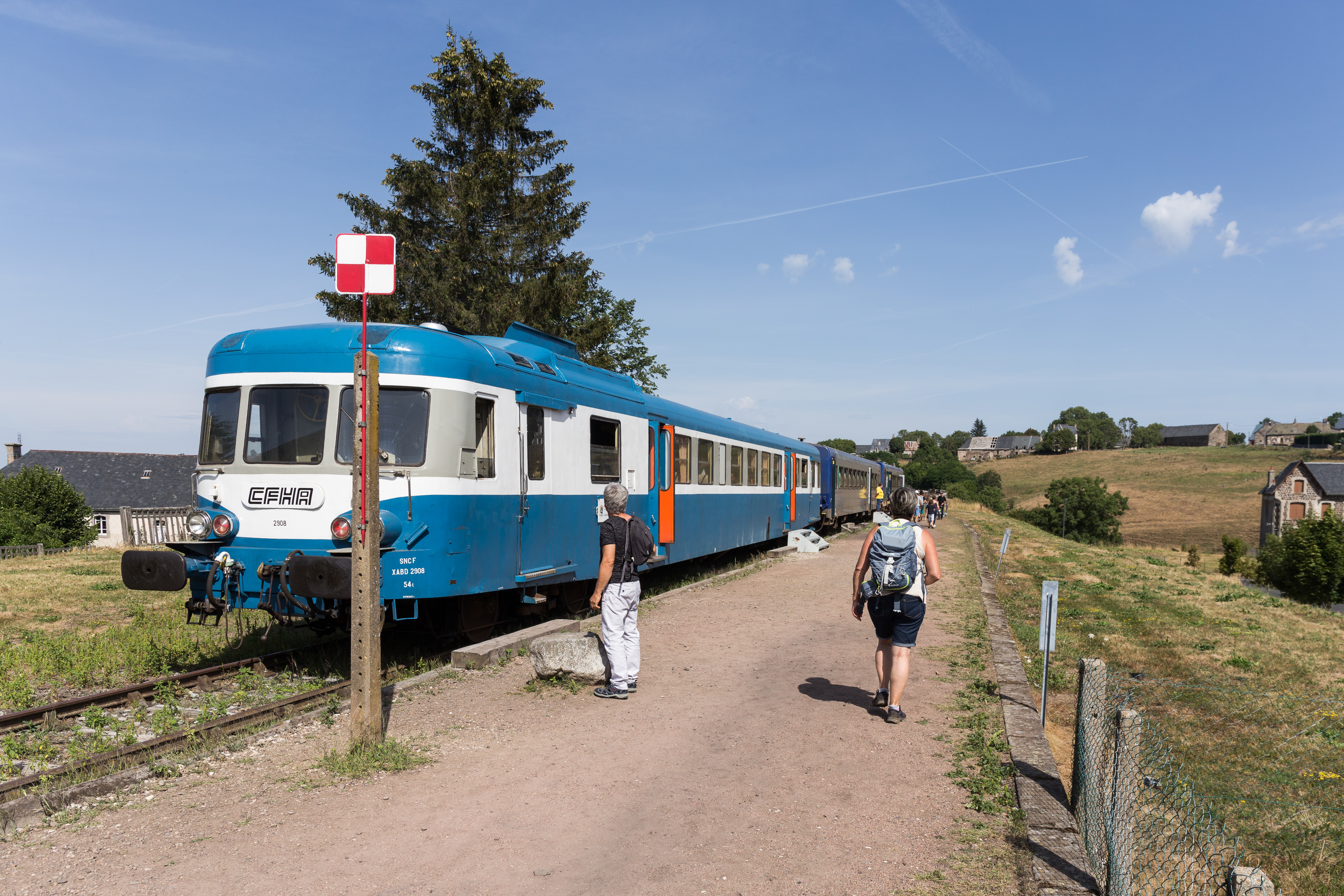
train en gare en août 2020.
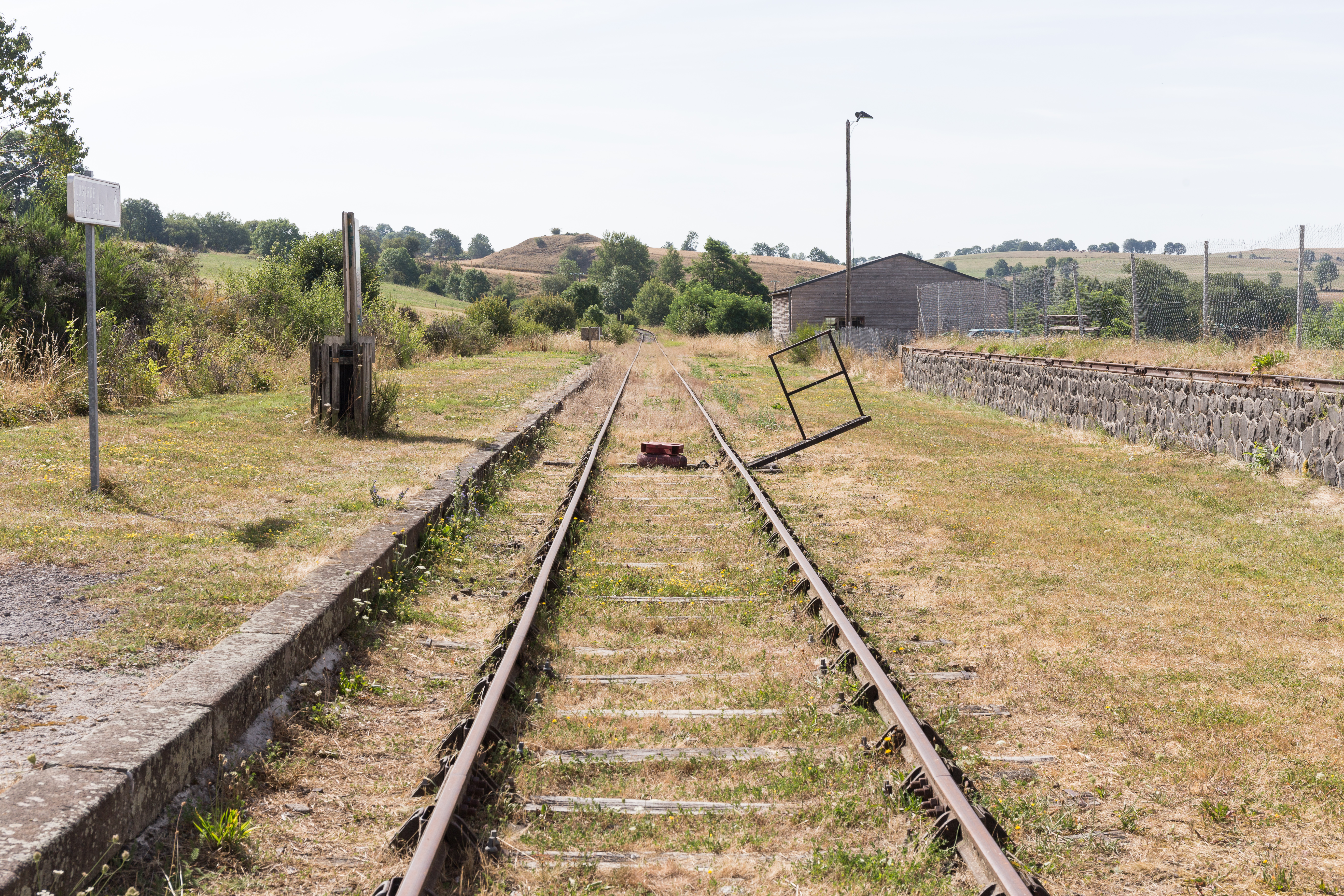
La voie vers l'est (Saint-Saturnin) en août 2020.